# محمد تقي مدرس رضوي
كان محمد تقي مدرّس رضوي أستاذًا بارزًا في جامعة طهران، وباحثًا أدبيًا وأديبًا إيرانيًا. ولد في مشهد بمحافظة خراسان الرضوية في إيران يوم 18 مارس 1896 وتوفي في 19 نوفمبر 1986 في طهران بإيران.
كان أحد المدرسين في مؤسسة العتبة الرضوية المقدسة ودرّس هناك لسنوات عديدة مثل والده ميرزا محمد باقر مدرّس رضوي. في 1927، انضم إلى وزارة الثقافة والإرشاد الإسلامي الإيرانية ودرّس العلوم الأدبية في مشهد وطهران. عند بداية تأسيس جامعة طهران، انتُخب أستاذًا ودرّس في كلية الإلهيات والدراسات الإسلامية وكلية الآداب الإنسانية فيها حتى تقاعد. في 1976، اختير أستاذًا بارزًا في جامعة طهران.

## نسبه وحياته
وُلد محمد تقي مدرّس رضوي في مشد بمحافظة خراسان الرضوية في إيران يوم 18 مارس 1896. كلمة «مدرّس» في اسم عائلته (ومعناها بالفارسية مطابق لمعناها العربي) مرتبطة بمنصب عائلته التدريسي في مؤسسة العتبة الرضوية المقدسة، الذي تتوارثه العائلة أبًا عن جد منذ عهد نادر شاه الأفشاري. كلمة «رضوي» في اسم عائلته مرتبطة أيضًا بعلاقته السلفية بالإمام علي الرضا. نسب عائلته موجود في كتاب «الشجرة الطيبة» الذي كتبه والده ميرزا محمد باقر مدرّس رضوي، وأُعيد نشره بتعديلات وتعليقات أجراها محمد تقي. وُلد والد محمد تقي، ميرزا محمد باقر مدرّس رضوي، في 18 ديسمبر 1853، وتوفي في 12 يوليو 1924 وُدفن في العتبة الرضوية. كان والد محمد تقي رجلًا معروفًا وأنشد مشاهير مثل بديع الزمان فوروزانفر في جنازته. كان والد محمد تقي، ميرزا محمد، مدرسًا للفقه وفقه القضاء وأدى تدريسه باهتمام ونظام. كان فصله أقل انغلاقًا، وكان الباحثون أيضًا يحضرون فصوله بتلهّف، وكان مجال دراسته من أكثر المجالات اكتظاظًا في مشهد.

## تعليمه ومسيراته المهنية
تعلم محمد تقي الفارسية والعربية في طفولته بالفعل، لذا قُبل في البداية بالصف الرابع في مدرسة «الرحيمية» الابتدائية في مشهد وسرعان ما رُقي عبر الصفين الخامس والسادس، ووصل إلى السابع، الذي كان آخر صف مدرسي في تلك الحقبة. لأنه ورث التدريس عن والده وتعلم الدروس جيدًا، درّس عندما كان في الصف السادس الحساب واللغة الفارسية والنحو والإعراب والقواعد لطلاب الصف الثالث. كانت الدروس الأدبية أكثر ما يُدرس في هذه المدارس، وكان فيها أساتذة ممتازون مثل أديب بوجنوردي. بعد بضع سنوات، حضر محمد تقي صف أديب بوجنوردي وتعلم الإلهيات منه.
نظرًا إلى أن مدرسة «الرحيمية» لم تفتح صفوفًا أعلى، ترك محمد تقي المدرسة وبدأ بالبحث عن أساتذة أدب، وذهب أخيرًا إلى مدرسة «النواب» في مشهد. درس هناك لدى عبد الجواد أديب النيشابوري الذي قبل الطالب الجديد المتحمس. بعد إتمامه دراسته في مدرسة النواب، صار أستاذًا في علم العروض العربي وكتب عدة كتب في هذا المجال. تتيح مكتبة العتبة الرضوية المقدسة نسخًا من مؤلفاته في هذا الموضوع. درس محمد تقي الجبر والهندسة أيضًا، وأربعة مقالات لإقليدس لدى ميرزا عبد الرحمن مدرّس، الذي كان أستاذًا معروفًا آنذاك.
عندما كان العالم الشهير، السيد حسان مشكان الطبسي في مشهد، درس محمد تقي وصف القصيدة لديه لشهرين. بعد أن استقى من منبع الأدب والرياضيات، التفت محمد تقي إلى تعلم علوم الدين وتعلم فقه القضاء والقانون في المبادئ الإسلامية عن أبيه.
بعد ذلك، تحول إلى الفلسفة وتعلمها من ميرزا العسكري الذي كان يُعتبر أحد أعظم رجال الفلسفة والحكمة في مقاطعة خراسان. درس الفرنسية بتشجيع من أبيه وسافر إلى طهران عام 1959 بإذن منه. في طهران، درس لدى ميرزا محمد طاهر تونكابوني، ودرس كتاب الشفاء والقانون في الطب لابن سينا عنده وصار أستاذًا في هذا المجال أيضًا. بعد ذلك، ومن أجل إتمام مهارات اللغة الفرنسية والاستفادة من الكتب المكتوبة فيها، ذهب إلى مدرسة التحالف الفرنسية ونجح في إتقان اللغة الفرنسية تمامًا. بعد ثلاث سنوات وبضعة أشهر، غادر طهران إلى مشهد، وبعد وفاة والده في 1924، مُنح منصب مدرس في العتبة الرضوية المقدسة، وبدأ بتدريس الطلاب في المجالات التي تعلمها. بُعيد ذلك، عينه الوزير محمد تديُّن مدرسًا في مدرسة «دانش» في مشهد، والتي كانت المدرسة العليا الأولى في المدينة. بعد خمس سنوات من التدريس هناك، جاء إلى طهران وعُين مدرسًا ومشرفًا في جامعة شهيد مطهري. في الوقت نفسه، درّس اللغة الفارسية في عدة مدارس بما فيها دار الفنون والعلمية وشرافت والمعرفة.
في 1938، عين الوزير علي أصغر حكمت محمد تقي مدرّس رضوي مديرًا داخليًا ومدرسًا في كلية الإلهيات والدراسات الإسلامية بجامعة طهران. بعد ذلك، عند بداية وزارة اسماعيل مرآت، حُلت كلية الإلهيات والدراسات الإسلامية، لذا نُقل محمد تقي إلى كلية الآداب والإنسانيات بجامعة طهران. في الوقت نفسه، بأمر من وزارة التعليم، شارك في إعداد قاموس دهخدا وانخرط في هذا النشاط لسنتين. حتى 1949، شغل منصب مدرس في جامعة طهران، وأعطوه بعد ذلك رتبة أستاذ لإتمامه عشرة سنوات من الخبرة التدريسية في الجامعة. في مايو 1965، تقاعد لكنه درّس لعامين آخرين. في فبراير 1977، منحته جامعة طهران لقب أستاذ بارز.

## وفاته
توفي في 19 نوفمبر 1986 في عامه الحادي والتسعين.